# Оваднівська сільська рада
Ова́днівська сільська́ ра́да Оваднівської сільської територіальної громади (до 2016 року — Оваднівська сільська рада Володимир-Волинського району Волинської області) — орган місцевого самоврядування Оваднівської сільської територіальної громади Волинської області. Розміщується в селі Овадне.

## Склад ради
Рада складається з 22 депутатів та голови.
Через неврегульованість, на той час, законодавства щодо об'єднання в громади рад різних районів, Оваднівська громада з 2015 року не могла провести вибори депутатів ради та сільського голови.
Перші вибори в громаді відбулись 29 жовтня 2017 року. Було обрано 22 депутати ради, з них: 8 — кандидати від УКРОПу, 6 — самовисуванці, 3 — Об'єднання «Самопоміч», 2 — Всеукраїнське об'єднання «Батьківщина» та по одному депутату — БПП «Солідарність», Всеукраїнське об'єднання «Свобода» і Аграрна партія України.
Головою громади обрали позапартійного самовисуванця Сергія Панасевича, чинного Оваднівського сільського голову.

## Історія
До 14 листопада 2017 року — адміністративно-територіальна одиниця у Володимир-Волинському районі Волинської області з територією 4,011 км, населенням 2558 осіб (станом на 2001 рік), підпорядкуванням сіл Овадне, Верба, Маркелівка та Сусваль.

### Населення
Згідно з переписом УРСР 1989 року чисельність наявного населення сільської ради становила 2975 осіб, з яких 1436 чоловіків та 1539 жінок.
За переписом населення України 2001 року в сільській раді мешкало 2540 осіб.

### Мова
Розподіл населення за рідною мовою за даними перепису 2001 року:
| Мова       | Відсоток |
| ---------- | -------- |
| українська | 98,51 %  |
| російська  | 1,45 %   |
| польська   | 0,04 %   |

### Керівний склад попередніх скликань
| Прізвище, ім'я, по батькові | Основні відомості                                                                | Дата обрання | Дата звільнення |
| --------------------------- | -------------------------------------------------------------------------------- | ------------ | --------------- |
| Панасюк Сергій Степанович   | Сільський голова, 1956 року народження                                           | 26.03.2006   | 31.10.2010      |
| Панасевич Сергій Степанович | Сільський голова, 1958 року народження, освіта середня спеціальна, безпартійний  | 31.10.2010   | 25.10.2015      |
| Панасевич Сергій Степанович | Сільський голова, 1958 року народження, освіта професійно-технічна, безпартійний | 25.10.2015   |                 |

Примітка: таблиця складена за даними сайту Верховної Ради України та ЦВК

### Депутати VII скликання
За результатами місцевих виборів 2015 року депутатами ради стали:

#### За суб'єктами висування
| Суб'єкт висування | Кількість обраних депутатів | %      |
| ----------------- | --------------------------- | ------ |
| Самовисування     | 14                          | 100.00 |

#### За округами
| № округу | Прізвище, ім'я, по батькові    | Ким висунуто  | Дата нар.  | Освіта             | Партійна приналежність | Відомості                                                          |
| -------- | ------------------------------ | ------------- | ---------- | ------------------ | ---------------------- | ------------------------------------------------------------------ |
| 1        | Карпюк Олександр Олександрович | Самовисування | 30.03.1977 | вища               | безпартійний           | Оваднівський професійний ліцей, завідувач виробництва              |
| 2        | Приступа Лариса Марківна       | Самовисування | 15.10.1963 | середня спеціальна | безпартійна            | Оваднівське споживче товариство, голова правління Оваднівського СТ |
| 3        | Величко Микола Васильович      | Самовисування | 13.11.1951 | середня спеціальна | безпартійний           | Будинок культури с. Овадне, художній керівник                      |
| 4        | Мельничук Микола Володимирович | Самовисування | 29.05.1964 | середня спеціальна | безпартійний           | Оваднівський професійний ліцей, майстер виробничого навчання       |
| 5        | Касімова Лілія Володимирівна   | Самовисування | 09.12.1976 | вища               | безпартійна            | Оваднівська сільська рада, бухгалтер комунального господарства     |
| 6        | Кузьмич Микола Миколайович     | Самовисування | 18.05.1975 | вища               | безпартійний           | Оваднівська дільнична ветлікарня, водій                            |
| 7        | Тріль Микола Анатолійович      | Самовисування | 06.08.1968 | середня спеціальна | безпартійний           | Безробітний, капелан ВОЦ ЄХБ                                       |
| 8        | Петровська Наталія Маматівна   | Самовисування | 06.10.1967 | середня спеціальна | безпартійна            | ФАП с. Жовтневе, фельдшер                                          |
| 9        | Луцюк Олександр Вікторович     | Самовисування | 29.04.1981 | вища               | безпартійний           | Оваднівська сільська рада, головний бухгалтер                      |
| 10       | Слюсаренко Галина Михайлівна   | Самовисування | 24.06.1963 | вища               | безпартійна            | Оваднівська сільська рада, секретар                                |
| 11       | Хомик Юрій Степанович          | Самовисування | 28.05.1987 | вища               | безпартійний           | Оваднівський професійний ліцей, інженер-електронник                |
| 12       | Гергель Сергій Володимирович   | Самовисування | 19.02.1981 | вища               | безпартійний           | СГ ПП «Верба», головний інженер                                    |
| 13       | Субіцький Василь Сергійович    | Самовисування | 19.02.1971 | вища               | безпартійний           | Оваднів ський професійний ліцей, викладач                          |
| 14       | Шемчук Наталія Іванівна        | Самовисування | 06.04.1974 | вища               | безпартійна            | безробітна                                                         |